# Mar Roxas
Manuel „Mar” Araneta Roxas II (ur. 13 maja 1957 w Quezon City), filipiński polityk, deputowany w latach 1992–2000, sekretarz handlu i przemysłu (2000-2003) oraz senator od 2004. Kandydat na urząd wiceprezydenta w wyborach w 2010.

## Życiorys
Mar Roxas urodził się w 1957 w Quezon City. Jest wnukiem byłego prezydenta Filipin Manuela Roxasa. W 1979 ukończył ekonomię w Wharton Business School na University of Pennsylvania w Stanach Zjednoczonych. Po studiach pracował jako bankier.
30 czerwca 1992 objął stanowisko deputowanego w filipińskiej Izbie Reprezentantów jako przedstawiciel dystryktu Capiz. W izbie zasiadał do 2 stycznia 2000, kiedy to został mianowany przez prezydenta Josepha Estradę sekretarzem handlu i przemysłu w jego gabinecie. Stanowisko to pełnił także w gabinecie prezydent Glorii Macapagal-Arroyo do 9 grudnia 2003.
W wyborach w maju 2004 ubiegał się o mandat senatora, który po wygranej objął 30 czerwca 2004. W 2008 został wybrany przewodniczącym Partii Liberalnej. Początkowo z jej ramienia miał zamiar ubiegać o urząd prezydenta w wyborach prezydenckich w maju 2010. Zrezygnował jednak ze startu na rzecz kandydatury Benigno Aquino III. W rezultacie został u jego boku kandydatem Partii Liberalnej w wyborach na stanowisko wiceprezydenta. W wyborach przegrał rywalizację o urząd wiceprezydenta z Jejomarem Binayem.